# Blestem

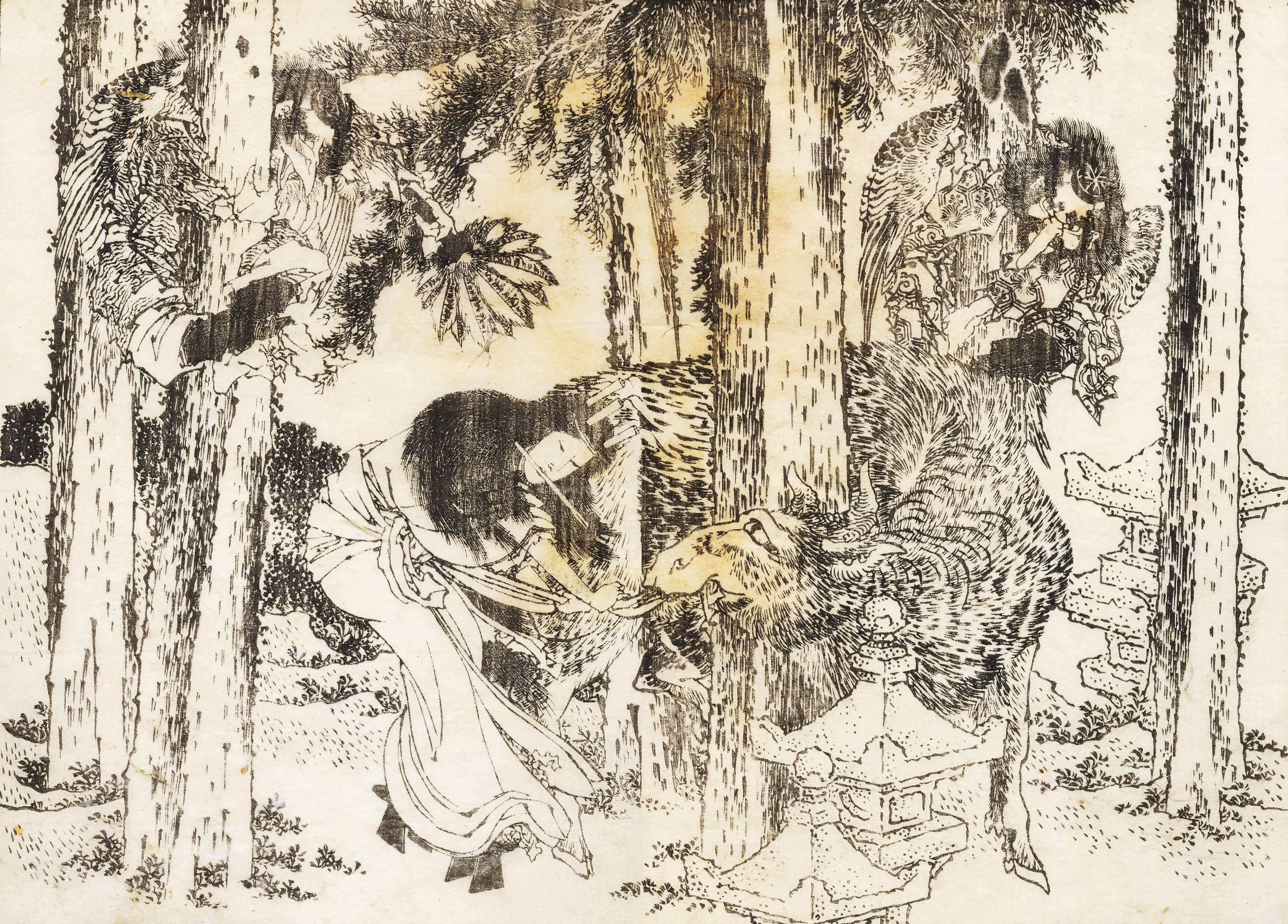
O femeie efectând un blestem ritual (Hokusai)

Un blestem (numit, de asemenea, imprecație, maledicție, afurisenie sau anatemă) este o invocare a unei nenorociri sau a unui ghinion asupra unei alte entități: una sau mai multe persoane, un loc sau un obiect. În particular, „blestemul” se poate referi la o astfel de dorință prin invocarea unor puteri supranaturale sau spirituale, cum ar fi Dumnezeu sau zeii, un spirit sau o forță naturală, sau ca un fel de magie sau vrăjitorie. În multe sisteme religioase blestemul (sau ritualul însoțitor) este considerat a avea un efect asupra celui împotriva căruia este plasat. Inversarea sau înlăturarea unui blestem este numită uneori „rupere” și necesită adesea ritualuri elaborate sau rugăciuni.

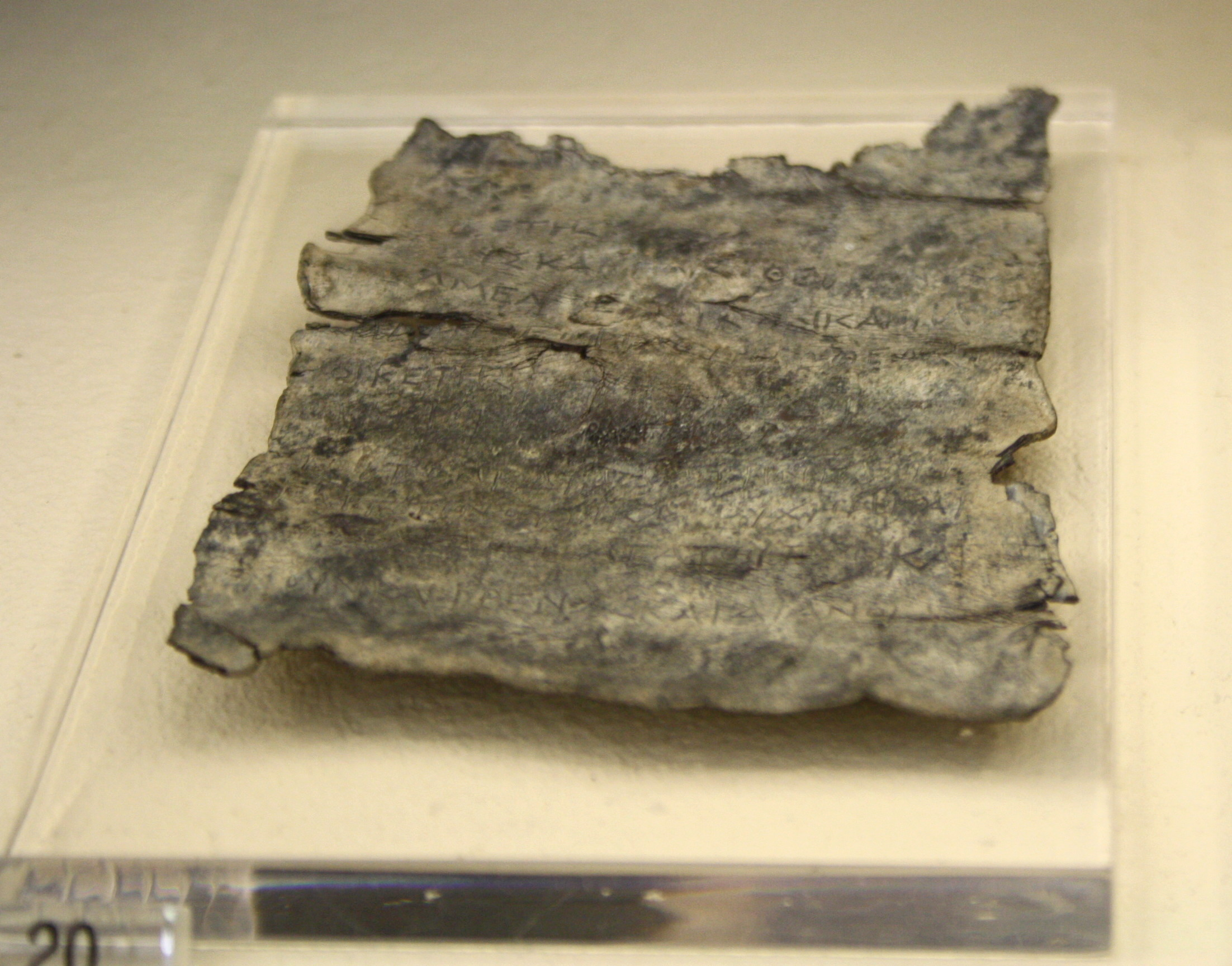
Blestem în greaca veche scris pe o foaie de plumb, secolul al IV-lea î.Hr., Muzeul de Arheologice Kerameikos, Atena.

Studiul tipurilor de blesteme presupune cercetarea atât a practicilor religioase populare, cât și a folclorului. Încercarea deliberată de a arunca un blestem face parte dintr-un ritual magic. În cultura hindusă înțelepții sau Rishi care au compus Vedele au puterea de a binecuvânta și de a blestema. Ca exemple sunt blestemul aruncat de Rishi Bhrigu asupra regelui Nahusha și cel aruncat de Rishi Devala.

## În arte
Blestemele au fost folosite, de asemenea, în literatură, filme, jocuri video și teatru. Ele implică rostirea de către un personaj a blestemului asupra unui alt personaj. Blestemul se deosebește de vrăji adverse și premoniții. Printre cele mai cunoscute exemple de blesteme sunt următoarele:
- Rigoletto -- Contele Monterone îl blestemă pe Rigoletto. Rigoletto consideră că moartea tragică a fiicei sale se datorează blestemului.
- Romeo și Julieta - Muribundul Mercutio blestemă familiile Montague și Capulet, rostind: „Blestem pe casa lor și pe a ta”.
- Frumoasa adormită -- Maștera o blestemă pe prințesa Aurora să moară când va împlini 16 ani.
- Frumoasa și bestia -- Vrăjitoare îl transformă pe prinț într-o fiară.
- Shrek -- Prințesa Fiona a fost blestemată de o vrăjitoare să fie ziua om și noaptea căpcăun.

## Egiptenii și mumiile

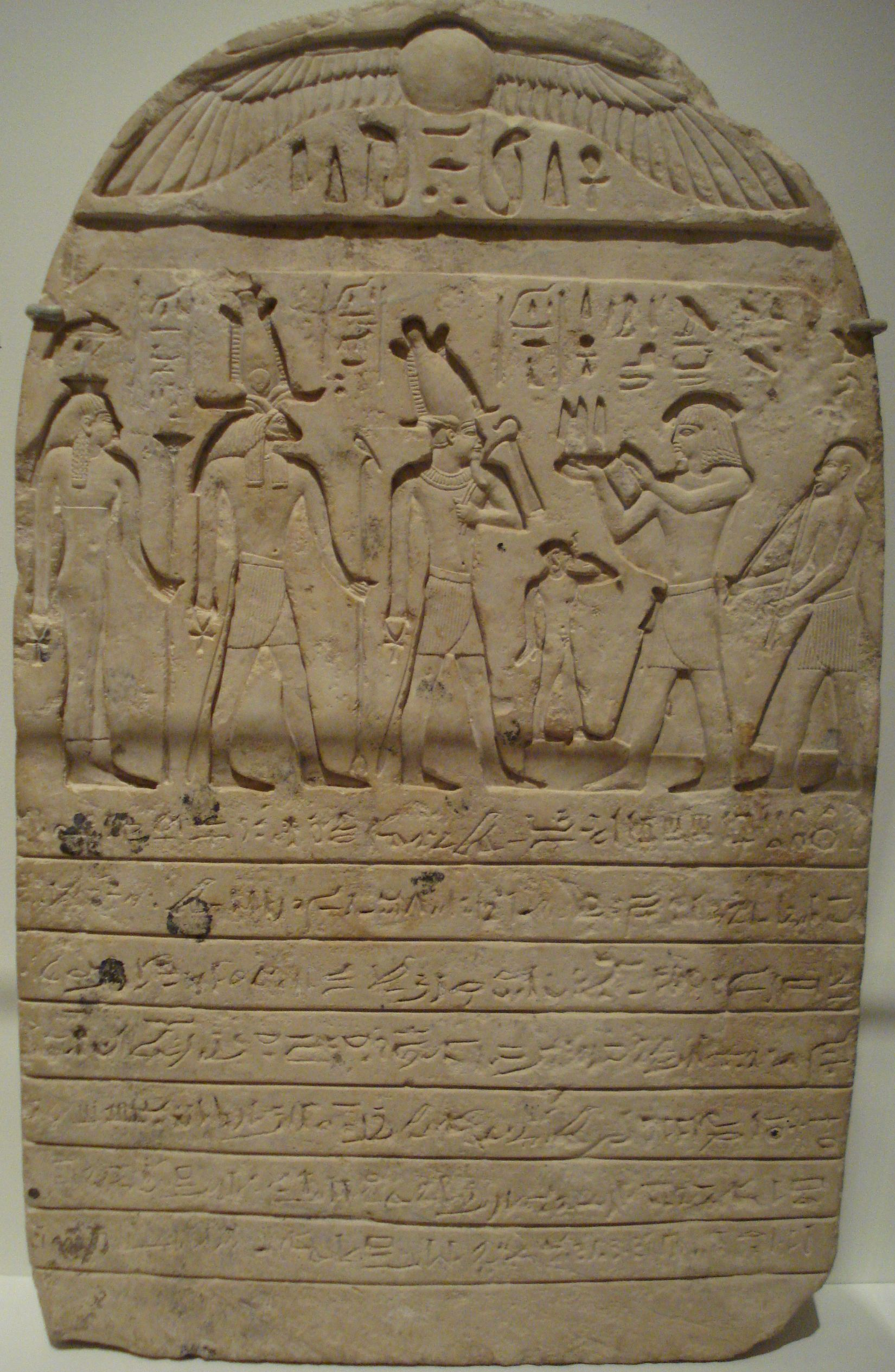
Stelă de calcar din Mendes, a 3-a Perioadă Intermediară, Dinastia a XXII-a. Inscripția celebrează donarea unui teren către un templu egiptean și aruncă un blestem asupra oricărei persoane care ar folosi terenul într-un alt scop sau l-ar înstrăina.

Există o credință larg răspândită cu privire la blestemele asociat cu profanarea mormintelor în care se găsesc corpuri mumificate sau mumii. Ideea a devenit atât de răspândită încât a fost promovată în cultura modernă, mai ales în filme de groază (inițial blestemul era invizibil, cauzând o serie de decese misterioase).  „Blestemul faraonilor” se presupune că i-ar fi lovit pe arheologii care au descoperit mormântul faraonului Tutankhamon, care ar fi fost protejat printr-o imprecație pronunțată de preoții Egiptului Antic asupra celor care vor pătrunde în incinta funerară. Suspiciuni similare au înconjurat  excavarea și examinarea mumiei alpine (naturale, nu îmbălsămate) „Ötzi, omul zăpezilor”. În timp ce astfel de blesteme au fost popularizate în general de jurnaliștii britanici din secolul al XIX-lea, vechii egipteni erau cunoscuți prin scrierea unor inscripții cu blesteme pe clădirile care adăposteau temple sau morminte.

## Obiecte
Obiectele blestemate se presupune, în general, că au fost furate de la proprietarii lor de drept sau au fost jefuite dintr-un sanctuar. Hope Diamond ar trebui să suporte un astfel de blestem și să aducă nefericire proprietarului său. Povestirile din spatele motivului pentru care aceste elemente sunt blestemate variază, dar de obicei se spune că aduc ghinion sau manifestă fenomene neobișnuite legate de prezența lor. Conform relatărilor, scaunul lui Busby  a fost blestemat de ucigașul Thomas Busby cu puțin timp înainte de execuția sa, astfel încât toți cei care se vor așeza în el vor muri.

## Biblia
Potrivit articolului Blestem din Enciclopedia Catolică  Biblia prezintă blestemarea de către Dumnezeu a șarpelui, a pământului și a lui Cain (Facerea 3:14, Facerea 3:17, Facerea 4:11). În mod similar Noe blestemă Canaanul (Facerea 9:25) și Iosua îl blestemă pe omul care va rezidi cetatea Ierihon (Cartea lui Iosua Navi 6:26-27). În diverse cărți ale Bibliei ebraice există liste lungi de blesteme împotriva celor care încalcă Legea (Leviticul 26:14-25, Deuteronomul 27:15 etc.).
În Noul Testament Hristos blestemă smochinul neroditor (Marcu 11:14), pronunță condamnarea orașelor în care s-au făcut minuni și oamenii nu s-au pocăit (Matei 11:21), a oamenilor bogați, a oamenilor necredincioși, a cărturarilor și fariseilor și prezice blestemaților o osândă veșnică (Matei 25:41). Cuvântul blestem este folosit, de asemenea, pentru victimele ispășirii păcatului (Galateni 3:13), pentru păcatele veniale și veșnice (Facerea 2:17; Matei 25:41)."